# Котанджян, Рафаэль Артёмович
Рафаэль Артёмович Котанджян (арм. Ռաֆայել Արտյոմի Քոթանջյան; 9 сентября 1942, Тбилиси — 13 июня 2022) — советский и армянский актёр театра и кино. Народный артист Республики Армения (2003).

## Образование
- 1960—1964 — Актёрский факультет Ереванского художественно-театрального института
- 1968—1970 — Высшие режиссёрские курсы телевидения в Москве

## Актёрская деятельность
- 1964—1966 — актёр и режиссёр Зангезурского драматического театра им. Александра Ширванзаде.
- 1966—1968 — актёр первого молодёжного театра «Аршалуйс» в Ереване.
- С 1970 — был актёром Ереванского драматического театра имени Рачия Капланяна, занимался также режиссёрской деятельностью на телевидении.

## Награды и звания
- Орден «За заслуги перед Отечеством» 1 степени (15 сентября 2017 года) — По случаю Дня независимости Республики Армения, за значительный вклад в области искусства[3].
- Медаль Мовсеса Хоренаци (31 марта 2001 года) — за значительные заслуги в области национальной культуры[4].
- Народный артист Республики Армения (2003).
- Заслуженный артист Армянской ССР (1980).
- Межгосударственная премия СНГ «Звёзды Содружества» (2014)[5].
- Почётный гражданин Еревана (2016).

## Спектакли
- Чёртова мельница
- Великое молчание
- Забыть Герострата
- Голый король

## Избранная фильмография
- 1968 — Бриллиантовая рука — посетитель ресторана
- 1972 — Мужчины — Левон
- 1974 — Контрабанда — «Чернявый», контрабандист
- 1977 — Багдасар разводится с женой — Огсен
- 1977 — Знак вечности — эпизод
- 1986 — Чужие игры — «Голубчик»
- 1991 — Глаз вопиющий
- 1992 — Сердца трёх — сеньор Альварес Торрес
- 1992 — Убийство в Саншайн-Менор — Роберт Гастингс
- 1993 — Сердца трёх 2 — сеньор Альварес Торрес
- 1994 — Весёленькая поездка
- 1994 — Империя пиратов — д’Аргуа
- 1997 — Наш двор
- 1997 — Графиня де Монсоро — герцог Майеннский
- 1998 — Седьмое кольцо колдуньи — Босаргун
- 1997—2003 — Роксолана — Паргалы Ибрагим-паша
- 2003 — Роксолана: Владычица империи — Марино Сануто, венецианский посол (бальи)
- 1999 — Любовь зла — Гуру
- 2006 — Наш двор 3
- 2007 — Поприщин
- 2009 — Не смотри в зеркало

## Озвучивание мультфильмов
- 1975 — Как медвежата китов кормили — Черепаха